# Val de Morteau
Le Val de Morteau est une petite station de sports d'hiver française, située entre 780 m et 1 283 m d'altitude autour de la ville de Morteau, dans le département du Doubs et en région Bourgogne-Franche-Comté.

## Domaines skiables
Le Val de Morteau compte trois sites de ski alpin, situés entre 6 et 13 kilomètres chacun dans le sud/sud-est du centre de Morteau. Ils ne sont pas reliés entre eux autrement que par la route, mais font partie d'une offre forfaitaire commune :
- Grand'Combe-Châteleu, au lieu-dit La Bonade : un téléski et 1 fil-neige desservent une piste rouge et une piste bleue, d'une longueur totale de près de 2,2 km. Le domaine est situé entre 780 m et 973 m d'altitude, ce qui explique qu'il soit en général le premier des trois sous-domaines à fermer quand les précipitations naturelles ne suffisent plus à rendre les pistes praticables ;
- Meix Musy : 3 téléskis et 1 fil-neige desservent près de 3,3 km de pistes (2 rouges, 1 bleue) situées entre 970 m (pied des pistes), 1 140 m (station) et 1 283 m (sommet). Le domaine skiable offre une vue surplombante sur la ville de Villers-le-Lac. Les pistes sont situées de part et d'autre de la route d'accès, ce qui impose de marcher environ 200 m pour rejoindre la deuxième partie du domaine ;
- Le Chauffaud : un téléski dessert une piste bleue de 500 m de longueur. Le domaine est situé entre 1 070 m et 1 181 m d'altitude. Un petit boardercross y est aménagé de manière non-permanente.

## Saut à ski
Un tremplin de saut à ski a été construit en 1945 au lieu-dit « Le Stand », aujourd'hui « rue du Tremplin ». Des travaux successifs portent sa taille jusqu'à 75 mètres.
À partir de 1951 est organisée sur ce tremplin la « Coupe Klaus » une compétition internationale annuelle.
Ce tremplin est abandonné en 1974.